# Еуемон
Еуемон је у грчкој митологији било име више личности.

## Митологија
1. Орменов син, који је са Опом имао сина Еурипила.[1][2] Потицао је из Тесалије.[3]
2. Један од Ликаонида, Ликаонов син.[1]